# Hitman: Sniper
Hitman: Sniper est un jeu vidéo de type shooting gallery développé par Square Enix Montréal et édité par Square Enix, sorti en 2015 sur iOS et Android.

## Accueil
- Gamezebo : 5/5[1]
- Pocket Gamer : 7/10[2]
- TouchArcade : 4/5[3]